# Marta Iacoacci
Marta Iacoacci, född 24 november 2000 i Rom, är en italiensk konstsimmare.

## Karriär
Vid junior-EM 2018 i Tammerfors var Iacoacci en del av Italiens lag som tog brons i fri kombination. Vid VM 2022 i Budapest var hon en del av Italiens lag som tog silver i highlight samt brons i det tekniska lagprogrammet och fri kombination. Vid EM 2022 i Rom var Iacoacci en del av Italiens lag som tog silver i det fria lagprogrammet, det tekniska lagprogrammet, fri kombination och highlight.
Vid europeiska spelen 2023 i Oświęcim var Iacoacci en del av Italiens lag som tog silver i både det fria och tekniska lagprogrammet samt brons i det akrobatiska lagprogrammet. Vid VM 2023 i Fukuoka var hon en del av Italiens lag som tog silver i det tekniska lagprogrammet. Vid olympiska sommarspelen 2024 i Paris var Iacoacci en del av Italiens lag som slutade på åttonde plats i lagtävlingen.
Vid konstsim-EM 2025 i Funchal var Iacoacci en del av Italiens lag som tog guld i det akrobatiska lagprogrammet och silver i det fria lagprogrammet.